# 1871 a tudományban
Az 1871. év a tudományban és a technikában.

## Születések
- január 7. – Émile Borel francia matematikus († 1956)
- február 19. – William Diller Matthew amerikai őslénykutató, elsősorban emlősök fosszíliáival foglalkozott († 1930)
- április 5. – Paolo Savi olasz geológus és ornitológus (* 1798)
- május 6. – Victor Grignard kémiai Nobel-díjas francia kémikus, a róla elnevezett Grignard-reagens felfedezője († 1935)
- július 27. – Ernst Zermelo német matematikus († 1953)
- augusztus 19. – Orville Wright, testvérével közösen a repülőgép kifejlesztésének amerikai úttörője († 1948)
- augusztus 30. – Ernest Rutherford Nobel-díjas brit kémikus és fizikus, a magfizika „atyja” († 1937)
- október 19. – Walter Bradford Cannon amerikai orvos, fiziológus, neurológus († 1945)

## Halálozások
- január 28. – Édouard Lartet francia geológus, őslénykutató és régész (* 1801)
- március 18. – Augustus De Morgan angol matematikus. Bevezette a teljes indukció használatát és a De Morgan-azonosságnak nevezett szabályokat (* 1806)
- május 11. – John Herschel angol csillagász és matematikus (* 1792)
- október 18. – Charles Babbage angol matematikus és korai számítógép-tudós, az első személy, aki előállt a programozható számítógép ötletével (* 1791)